# Agenci bardzo specjalni
Agenci bardzo specjalni (tytuł oryg. White Chicks) – amerykański film komediowo-kryminalny z 2004 roku w reżyserii Keenena Ivory Wayansa. Był nominowany do Złotej Maliny 2004 w kategorii najgorszy film.

## Fabuła
Dwaj agenci FBI, bracia Marcus i Kevin Copelandowie, psują obławę na dilerów narkotykowych w Nowym Jorku. Aby odzyskać zaufanie szefostwa, postanawiają dobrowolnie zgłosić się na ochroniarzy spadkobierczyń sieci hoteli, sióstr Tiffany i Brittany Wilton. Mają za zadanie ustrzec je przed porwaniem w drodze z lotniska im. Kennedy'ego do Hampton. W trasie dochodzi jednak do wypadku samochodowego. Młode dziedziczki uważają, że nie mogą się nigdzie pokazać w takim stanie. Dla bezpieczeństwa agenci zamykają je w hotelowym pokoju, zaś sami przebierają się za ochraniane kobiety.

## Obsada
- Shawn Wayans (Kevin Copeland)
- Marlon Wayans (Marcus Copeland)
- Busy Philipps (Karen Googlestein)
- Jaime King (Heather Vandergeld)
- Terry Crews (Latrell Spencer)
- Luciana Carro (kelnerka)
- Liam Ranger (młody chłopak)
- Marshall Virtue (złodziej torebek)
- Kristi Angus (dziewczyna na wózku)
- Casey Lee (Tony)
- Drew Sidora (Shaunice)
- Steven Grayhm (Russ)
- John Reardon (Heath)
- Faune A. Chambers (Gina)
- Jennifer Carpenter (Lisa)
- Rochelle Aytes (Denise)
- Anne Dudek (Tiffany Wilton)
- Maitland Ward (Brittany Wilton)
- Jessica Cauffiel (Tori)
- Eddie Velez (agent Vincent Gomez)
- Brittany Daniel (Megan Vandergeld)

i inni

## Produkcja
W sierpniu 2009 ogłoszono, że planowana jest druga część filmu, jednak później porzucono ten projekt. 23 lutego 2025 Marlon Wayans potwierdził w wywiadzie, że trwają prace nad kolejną częścią filmu.